# Giso I.
Giso I. war ein Gaugraf in Hessen in der ersten Hälfte des 11. Jahrhunderts, der wahrscheinliche Begründer des Geschlechts der Gisonen, das in Mittelhessen und an der oberen Lahn und Eder eine weitläufige Grafschaft errichtete und mit Giso IV. um 1120 seinen Zenit erreichte. Der Besitz der Gisonen war der Grundstock des späteren Landesteils „Oberhessen“ der Landgrafschaft Hessen.
Er wurde erstmals im Jahre 1008 in einer Urkunde König Heinrichs II. als Graf im Oberlahngau erwähnt, wo er wohl Amts- oder Titulargraf war, ohne größeren Eigen- oder Allodialbesitz zu haben. Wenige Jahre später, 1015, stifteten Heinrich II. und seine Ehefrau Kunigunde von Luxemburg ein Kanonissenstift auf dem Königshof in Wetter, nordwestlich von Marburg, und statteten es großzügig mit Reichsgütern in der Umgebung aus. Die Gisonen sind in der Folge als Vögte dieses Stifts Wetter bekundet.  Es ist anzunehmen, dass Giso I. der erste Vogt war, denn die Neugründung musste von Anfang an auch militärisch geschützt werden.
Die in der Nähe von Wetter liegende Burg Hollende, die bereits vor der ersten Erwähnung Gisos erbaut wurde, ist als Sitz der Gisonen urkundlich belegt. Sie war Reichsgut und war daher wahrscheinlich den Amtsgrafen als Lehen übertragen worden.